# Aeroportul Municipal Chadron
Aeroportul Municipal Chadron (IATA: CDR, ICAO: KCDR, FAA LID: CDR) este un aeroport din Nebraska, Statele Unite ale Americii ce deservește zona Chadron⁠(d). Aeroportul a fost tranzitat în 2019 de 8.466 de pasageri. A fost numit după zona deservită.
Situat la o altitudine de 1.005 m, aeroportul dispune de 2 piste.

## Infrastructură

### Piste
Aeroportul dispune de 2 piste. Pista 03/21 are suprafața de beton și dimensiunile 5.998 picioare × 100 picioare. Pista 12/30 are suprafața de beton și dimensiunile 4.400 picioare × 75 picioare. 